# Tajuria jalajala
Tajuria jalajala är en fjärilsart som beskrevs av Felder 1862. Tajuria jalajala ingår i släktet Tajuria och familjen juvelvingar. Inga underarter finns listade i Catalogue of Life.

## Bildgalleri

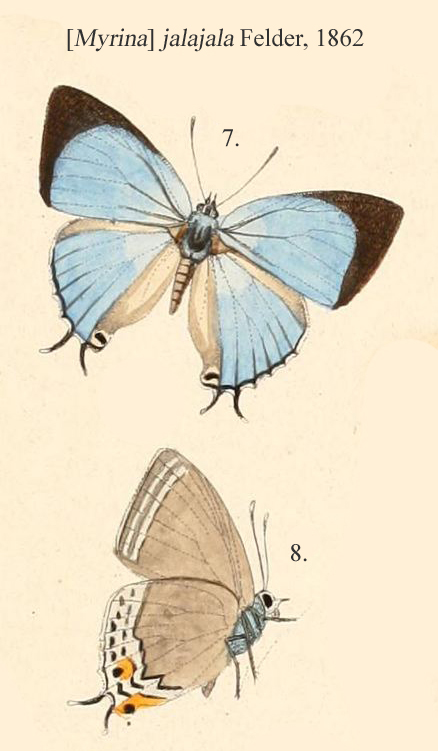
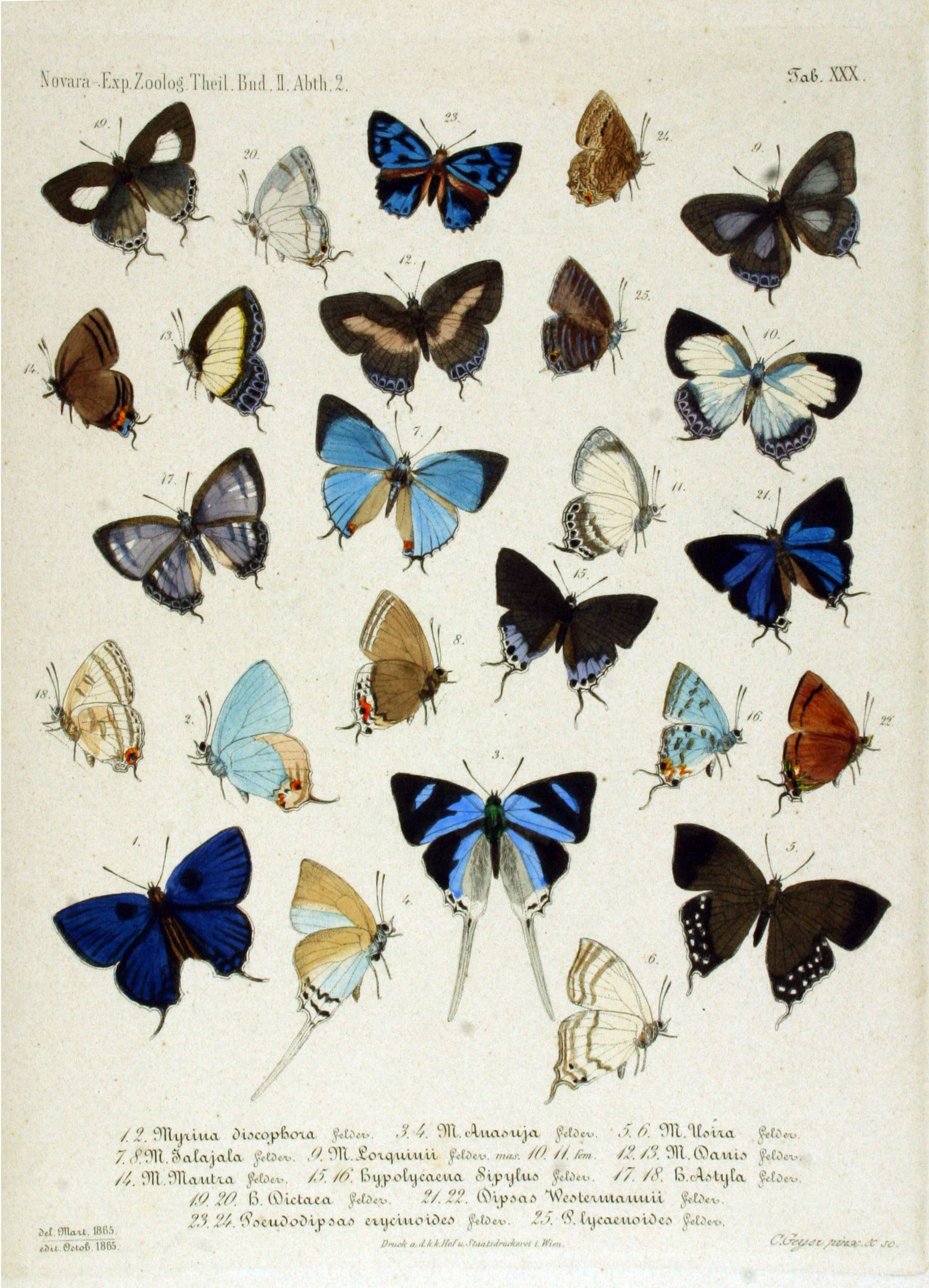